# NGC 2973
NGC 2973 este o galaxie situată în constelația Mașina Pneumatică. A fost descoperită în 5 februarie 1837 de către John Herschel.